# Moment of Forever
Moment of Forever es el sexagesimoprimer álbum de estudio del músico estadounidense Willie Nelson publicado por la compañía discográfica Lost Highway Records el 29 de enero de 2008. El álbum se compone de versiones de temas de otros artistas y composiciones del propio Nelson. El primer sencillo, "Gravedigger", fue acompañado de un videoclip, de forma similar al segundo sencillo, "You Don't Think I'm Funny Anymore", que contó con la colaboración de Jessica Simpson, Owen Wilson, Woody Harrelson, Luke Wilson y Dan Rather. El segundo fue estrenado el fin de semana entre el 23 y 24 de febrero en MTV. Tras su lanzamiento, Moment of Forever alcanzó el puesto ocho en la lista Top Country Albums y el 56 en la lista general Billboard 200.

## Lista de canciones
1. "Over You Again" (Willie Nelson, Micah Nelson, Lukas Nelson) - 5:35
2. "Moment of Forever" (Kris Kristofferson, Danny Timms) - 3:50
3. "The Bob Song" (Big Kenny) - 4:15
4. "Louisiana" (Randy Newman) - 3:25
5. "Gravedigger" (Dave Matthews) - 3:52
6. "Keep Me From Blowing Away" (Paul Craft) - 3:33
7. "Takin' on Water" (Dave Loggins, John Scott Sherrill, Dennis Robbins) - 3:24
8. "Always Now" (W. Nelson) - 3:28
9. "I'm Alive" (Kenny Chesney, Dean Dillon, Mark Tamburino) - 3:27
10. "When I Was Young and Grandma Wasn't Old" (Buddy Cannon) - 3:05
11. "Worry B Gone" (Guy Clark, Gary Nicholson, Lee Roy Parnell) - 3:10
  - Duet with Kenny Chesney
12. "You Don't Think I'm Funny Anymore" (W. Nelson) - 2:21
13. "Gotta Serve Somebody" (Bob Dylan) - 9:46

## Posición en listas
| País           | Lista                  | Posición |
| -------------- | ---------------------- | -------- |
| Estados Unidos | Top Country Albums     | 8        |
| Estados Unidos | Top Independent Albums | 56       |